# Aeroportul Cafunfo
Aeroportul Cafunfo (IATA: CFF, ICAO: FNCF) este un aeroport din Provincia Lunda Norte, Angola ce deservește zona Cafunfo⁠(d). A fost numit după zona deservită.
Situat la o altitudine de 846 m, aeroportul dispune de o singură pistă.